# Pärnu (fiume)
Il Pärnu (in estone Pärnu jõgi) è il fiume più lungo dell'Estonia. Il fiume nasce sulle colline centrali dell'Estonia e sfocia nei pressi dalla città di Pärnu, da cui il nome, sulle coste del Golfo di Riga. Il bacino idrografico costituisce il 16% del territorio estone.
I maggiori affluenti sono Reopalu, Lintsi, Mädara, Käru, Vändra e Sauga dalla destra, Vodja, Esna, Prandi, Aruküla, Navesti, Kurina e Reiu dalla sinistra.
All'interno del bacino idrografico del fiume si trova il Parco nazionale Soomaa.